# *þeudō
*þeudō [ˈθeu̯ðɔː] ist ein  rekonstruiertes urgermanisches Wort das „Volk, Gruppe, Menge“ bedeutet. Das früheste überlieferte Lexem in einer germanischen Sprache ist das Gotische Þiuda, mit der Bedeutung „Volk“. Das Urgermanische *þeudō bildet die sprachliche Basis für die Etymologie des Begriffs Deutsch und taucht als Wortglied in der Namenkunde auf.

## Etymologie
Aus der indogermanischen Wortwurzel *teuteh₂ (veraltete Rekonstruktion *teutā) für „Stamm, Volk“ bildeten sich die germanischen Formen und andere Formen, beispielsweise keltische Formen, wie zum Beispiel altirisch túath „Stamm, Volk“, vgl. die irischen Túatha Dé Danann.

### Gotisch
Im Gotischen erscheint dieses Wort in der grammatischen Grundform als Substantiv þiuda und als adverbiale Form þiudisko. Quelltexte sind die Fragmente der Bibelübersetzung des gotischen Kleriker und Missionars Wulfila, der Gotenbibel.
Im Galaterbrief 2:14f. übersetzt die gotische Bibel das griechische ἐθνικῷς (ethnikos) heidnisch als Antonym für jüdisch mit dem umstandswörtlichen Lehnwort þiudisko auf Basis von þiuda. An anderer Stelle wird für heidnisch ohne einen speziellen bedeutungsmäßigen Kontrast zu bilden die Form fem. haiþno für Ελληνίς = Griechin (Mk. 7:26) genutzt.
Im sogenannten „Gotenkalender“, Fragmente eines gotischen Festkalenders aus der Salzburg-Wiener Handschrift, wird die zweigliedrige Kompositbildung Gutþiuda für „Gotenvolk“ genannt.

### Altnordisch
Im Altnordischen und Isländischen erscheint dieses Etymon als þjóð.

### Anglo-friesische Sprachen
Im Altenglischen erscheint das Etymon als þeod, im Altfriesischen als thiād.

### Altdeutsche Idiome
Im Altsächsischen erscheint das Etymon als thiod(a), im Althochdeutschen als diot(a), im Mittelhochdeutschen als diet.

### Niederländisch
Im Altniederländischen wird das Etymon als *theoda rekonstruiert. Im Mittelniederländischen erscheint das Etymon als diet.

## In Vornamen
Als Vorderglied ist es Bestandteil vieler Vornamen, und zwar männlicher wie auch weiblicher:
- Dietbert/-pert - Ditbert/-pert oder Detbert/-pert (auch Didbert/-pert oder Dedbert/-pert, kurz Depert) - Diotbert/-pert - Deotbert/-pert - Theudebert/-pert (auch: Theudobert/-pert) - Theodebert/-pert (auch: Theodobert/-pert; kurz: Theobert/-pert) - Thiadebert/-pert
- Dietbrand/-prand - Ditbrand/-prand oder Detbrand/-prand (auch Didbrand/-prand oder Dedbrand/-prand, kurz Deprand) - Diotbrand/-prand - Deotbrand/-prand - Theudebrand/-prand (auch Theudobrand/-prand) - Theodebrand/-prand (auch: Theodobrand/-prand, kurz Theobrand/-prand)
- Dietbold/-bald/-pold/-pald - Ditbold/-pold oder Detbold/-pold (auch Didbold/-pold oder Dedbold/-pold, kurz Depold) - Diotbold/-bald/-pold/-pald - Deotbold/-bald/-pold/-pald - Theudebald/-pald (auch: Theudobald/-pald) - Theodebald/-pald (auch: Theodobald/-pald, kurz Theobald/-pert) - Thiadebald/-pald
- Dietlinde
- Dietmar/Deitmar - Ditmar oder Detmar (auch Didmar/Dedmar, kurz: Demar) - Diotmar - Deotmar - Theodemar (auch: Theodomar, kurz: Theomar) - Theodemir - Thiademar
- Dietrich/Deitrich - Ditrich oder Detrich (auch Didrich/Dedrich, kurz: Derich) - Diotrich - Deotrich - Theuderich (auch Theudorich) - Theoderich (Theodorich, kurz: Theorich)

Historisch finden sich unter anderem:
- Theudelinde
- Theudebert
- Theudebald
- Theodemir
- Theoderich

## In Ortsnamen
Als Vorderglied ist es Bestandteil von Ortsnamen:
- Diekirch
- Dietkirchen (Limburg an der Lahn)
- Dietersheim (Eching)